# 门多西诺县
门多西诺县（英語：Mendocino County）是美国加利福尼亚州的一个县，县治尤奇亚，縣名源自新西班牙總督安东尼奥·德门多萨。根据2020年美國人口普查統計，共有人口91,601人。而根据2000年的普查數據，人口比例白人約占80.76%、印第安人占4.76%、亞裔占1.2%。
门多西诺县位於北加州沿海，舊金山灣區北方，並且位於中央谷地以西。门多西诺县因其獨特的太平洋海岸線、加州紅木、葡萄种植区、小型酿酒廠以及並無對吸食大麻的限制而非常吸引。據估計，门多西诺县約2/3的經濟收入都來自种植大麻。

## 歷史
门多西诺县在加州成立之初已存在，即成立於1850年。由于當時其人口極少，因此它並没有一个独立的县政府。於1859年，门多西诺县才擁有一个独立的县政府。而在擁有自己的县政府前，其管理則是由索诺马县負責。
门多西诺县得名自门多西诺角，而门多西诺角則是得名自新西班牙於1535年至1542年的總督安东尼奥·德门多萨（因他於1542年遣送胡安·卡布里洛探索门多西诺县一帶），以及洛伦佐·门多萨，新西班牙於1580年至1583年的总督。「门多西诺」是「门多萨」的形容词形式。
於19世紀，尽管门多西诺县於1856年設置了门多西诺印第安保留地和圆谷印第安保留地，门多西诺县仍然發生許多白人滅絕原住民的暴行，其中受迫害的原住民包括如紀人、波莫人、卡察人和温图人。這些白人侵佔了原住民的土地，並將原住民變為他們的奴隶。因此，這些原住民對白人作出反擊，並最終於1859年爆發门多西诺战争，導致幾百個原住民死亡。原住民與白人的鬥爭一直持續至20世紀中期才停止。

## 地理

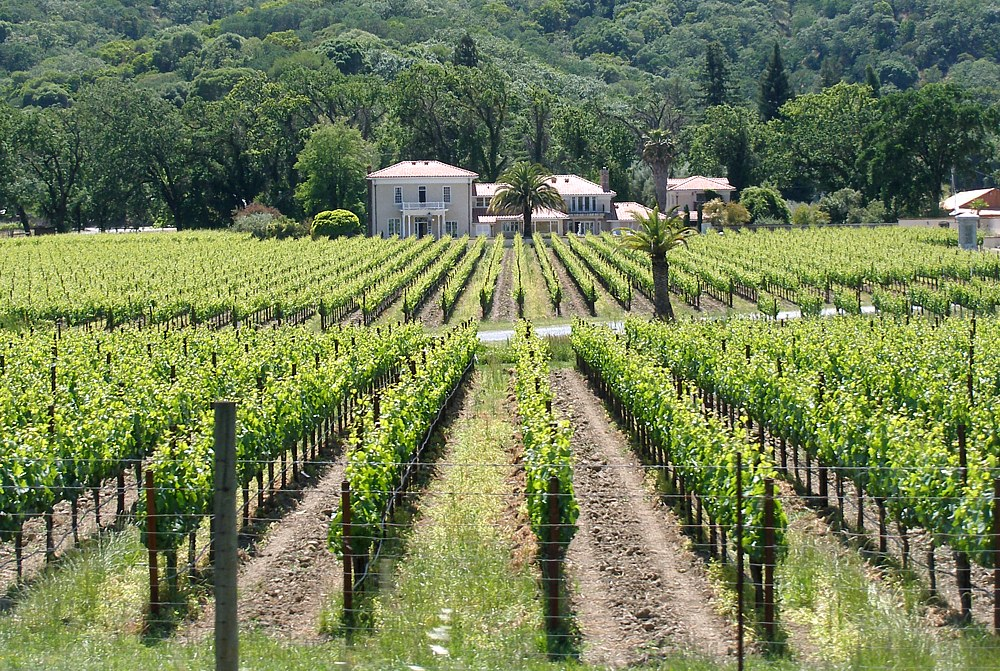
门多西诺县的葡萄园

據2000年人口普查，门多西诺县總面積為3,878.14平方英里（10,044.3平方），其中有3,508.97平方英里（9,088.2平方），即90.48%為陸地；369.17平方英里（956.1平方），即9.52%為水域。

### 毗邻县
- 索諾馬縣—南方
- 湖郡—東南方
- 格伦县—東方
- 蒂黑马县—東北方
- 三一县—北方
- 洪堡县—北方

### 印第安保留地
门多西诺县擁有九個印第安保留地，是美國印第安保留地數量第四多的縣份。（排其前位的為聖地牙哥郡、桑多瓦爾縣和河濱縣）。
- 狼谷印第安保留地（英语：Round Valley Indian Tribes of the Round Valley Reservation）
- 圭迪威乐兰切里亚
- 霍普兰德兰切里亚
- 雷顿威乐兰切里亚
- 曼彻斯特点竞技场兰切里亚
- 皮诺尔威乐兰切里亚
- 红杉谷兰切里亚
- 圆谷印第安保留地（部份位於三一县內）
- 舍伍德谷兰切里亚

### 国家保护区
- 国王山脉国家保护区（部份）
- 门多西诺国家森林（部份）

### 建制市镇
| 自治体（市/镇）             | 成立年份 | 人口（2018） |
| --------------------------- | -------- | ------------ |
| 布拉格堡（Fort Bragg）      | 1889     | 7,359        |
| 波因特阿里纳（Point Arena） | 1908     | 452          |
| 尤奇亚（Ukiah）             | 1876     | 16,177       |
| 威利茨（Willits）           | 1888     | 4,935        |

## 人口
| 调查年             | 人口   | 备注 | %±       |
| ------------------ | ------ | ---- | -------- |
| 1850               | 55     |      | —        |
| 1860               | 3,967  |      | 7,112.7% |
| 1870               | 7,545  |      | 90.2%    |
| 1880               | 12,800 |      | 69.6%    |
| 1890               | 17,612 |      | 37.6%    |
| 1900               | 20,465 |      | 16.2%    |
| 1910               | 23,929 |      | 16.9%    |
| 1920               | 24,116 |      | 0.8%     |
| 1930               | 23,505 |      | −2.5%    |
| 1940               | 27,864 |      | 18.5%    |
| 1950               | 40,854 |      | 46.6%    |
| 1960               | 51,059 |      | 25.0%    |
| 1970               | 51,101 |      | 0.1%     |
| 1980               | 66,738 |      | 30.6%    |
| 1990               | 80,345 |      | 20.4%    |
| 2000               | 86,265 |      | 7.4%     |
| 2010               | 87,841 |      | 1.8%     |
| [ 8 ] [ 9 ] [ 10 ] |        |      |          |

### 2000年
根據2000年人口普查，门多西诺县擁有86,265居民、33,266住戶和21,855家庭。。其人口密度為每平方英里25居民（每平方公里9居民）。门多西诺县擁有36,937間房屋单位，其密度為每平方英里10間（每平方公里4間）。门多西诺县的人口是由80.8%白人、0.6%黑人、4.8%土著、1.2%亞洲人、0.2%太平洋岛民、4.8%其他種族和1.2%混血兒組成。而西班牙裔或拉丁美洲人佔了人口16.5%。在白人當中，有12.2%為德國人、10.8%為英國人、8.6%為愛爾蘭人以及6.1%為意大利人。於123,546居民當中，有84.4%母語為英語以及13.2%為西班牙語。
在33,266住户中，有31.4%擁有一個或以上的兒童（18歲以下）、48.9%為夫妻、11.7%為單親家庭、而有34.3%為非家庭。其中27.0%住户為獨居，10.4%為同居長者。平均每戶有2.53人，而平均每個家庭則有3.04人。在86,265居民中，有25.5%為18歲以下、8.1%為18至24歲、25.6%為25至44歲、27.1%為45至64歲以及13.6%為65歲以上。人口的年齡中位數為39歲，每100個女性就有98.9個男性。而每100個成年女性（18歲以上）則有97.1個成年男性。
门多西诺县的住戶收入中位數為$35,996，而家庭收入中位數則為$42,168。男性的收入中位數為$33,128，而女性的收入中位數則為$23,774。门多西诺县的人均收入為$19,443。約10.9%家庭和15.9%人口在貧窮線以下。

### 2010年
根據2010年人口普查，门多西诺县擁有人口87,841人，其人口是由67,218（76.5%）白人、622（0.7%）黑人、4,277（4.9%）土著、1,450（1.7%）亞洲人、119（0.1%）太平洋岛民、10,185（11.6%）其他種族以及3,970（4.5%）混血兒組成。而西班牙裔或拉丁美洲人則有19,505人（22.2%）

## 交通

### 主要公路
- 1號加利福尼亞州州道
- 20號加利福尼亞州州道
- 128號加利福尼亞州州道
- 162號加利福尼亞州州道
- 175號加利福尼亞州州道
- 222號加利福尼亞州州道
- 253號加利福尼亞州州道
- 271號加利福尼亞州州道
- 101號美國國道